# Anaxyrus baxteri
Il rospo del Wyoming o rospo di Baxter (Bufo baxteri o Anaxyrus baxteri) è un anfibio della famiglia Bufonidae, endemico del Nordamerica. Estremamente raro, sopravvive solo in cattività all'interno del Mortenson Lake National Wildlife Refuge nel Wyoming, Stati Uniti d'America. Il rospo del Wyoming venne indicato come specie a rischio nel 1984, e registrato come estinto in natura a partire dal 1991. Prima che avesse luogo il vertiginoso declino della specie, questo rospo veniva classificato come una sottospecie del rospo canadese.

## Storia
Il rospo del Wyoming, specie comune fino agli anni cinquanta, divenne notevolmente più rara già a partire dagli anni settanta, e specialmente tra il 1975 e il 1978. Due anni più tardi, nel 1980, gli esperti stimarono che rimanessero in natura solamente circa 25 individui di questa specie. Prima di questo rapidissimo declino della popolazione, il rospo del Wyoming veniva comunemente avvistato in pianure alluvionali , stagni e laghi poco profondi nei pressi di Laramie Basin, nella Contea di Albany, Wyoming. I ricercatori notarono che questa specie si registrava con una notevole popolazione nella regione fin dal 1952. Ad ogni modo, a partire dal 1975, Baxter & Stromberg notarono che la popolazione del rospo del Wyoming era calata drasticamente. La sua estrema rarità, documentata tra il 1976 e il 1978, rivelò che non rimaneva più alcuna popolazione allo stato selvatico.

## Caratteristiche
Il rospo del Wyoming presenta una colorazione marrone scura, grigia o verde con piccole macchie più scure nella parte inferiore. Presenta inoltre delle piccole chiazze tondeggianti simili a verruche e linee chiare sfocate sulla superficie dorsale. Gli individui maschi possiedono una colorazione più scura sulla gola. I singoli rospi possono essere distinti grazie alle variazioni nei colori della loro pelle e nei suoi differenti patterns. L'animale può crescere fino a 5,6 cm di lunghezza con una leggera differenza tra femmine, più grandi, e maschi. Esso possiede una pelle molto sensibile che ne determina una scarsa adattabilità a diverse condizioni. Infatti, proprio a causa di questa sensibilità, viene facilmente infettato dal chytrid fungus. Inoltre, il rospo non sopporta il rapido cambiamento climatico così come non può adattarsi a differenti quantità di irrigazione. Il rospo del Wyoming è prevalentemente attivo di notte e possiede una vista molto scarsa; egli si basa quasi esclusivamente sul movimento della preda per cacciare.

## Habitat
Il rospo del Wyoming frequenta le pianure alluvionali, i bordi erbosi degli stagni, ruscelli e laghi. Frequentemente si servono di tane di scoiattoli abbandonate come rifugio per il letargo.
Le caratteristiche tipiche dell'Habitat frequentato dal rospo del Wyoming possono variare attraverso le varie età dell'individuo. Studi condotti presso il Lago Mortensen ad Albany mostrano che gli esemplari adulti tendono ad essere maggiormente attratti dagli habitat con una più fitta vegetazione, mentre gli individui più giovani preferiscono habitat meno lussureggianti. Inoltre, gli adulti preferiscono lasciare la costa addentrandosi allontanandosi di più dallo specchio di acqua rispetto agli esemplari più giovani. Attraverso queste variazioni di habitat e delle condizioni del substrato, si registra la tendenza degli esemplari adulti di localizzarsi in zone leggermente più fredde (20,31 gradi Celsius) rispetto a quelli più giovani (23,05 gradi Celsius). Inoltre, i rospi adulti mostrano cambiamenti minimi di collocazione, di solito dettati dalla ricerca di luoghi con una vegetazione più fitta. Se qualcuno volesse andare in cerca del rospo del Wyoming, la temperatura superficiale del substrato e la distanza dalla linea di costa sono gli indicatori più importanti per aumentare le possibilità di eventuali avvistamenti; quando infatti la temperatura del suolo supera i 20 gradi Celsius e la linea di costa dista tra 1,5 e 3 km, si raggiungono le condizioni ottimali di localizzazione. (Parker and Anderson, 439-46)

## Comportamento

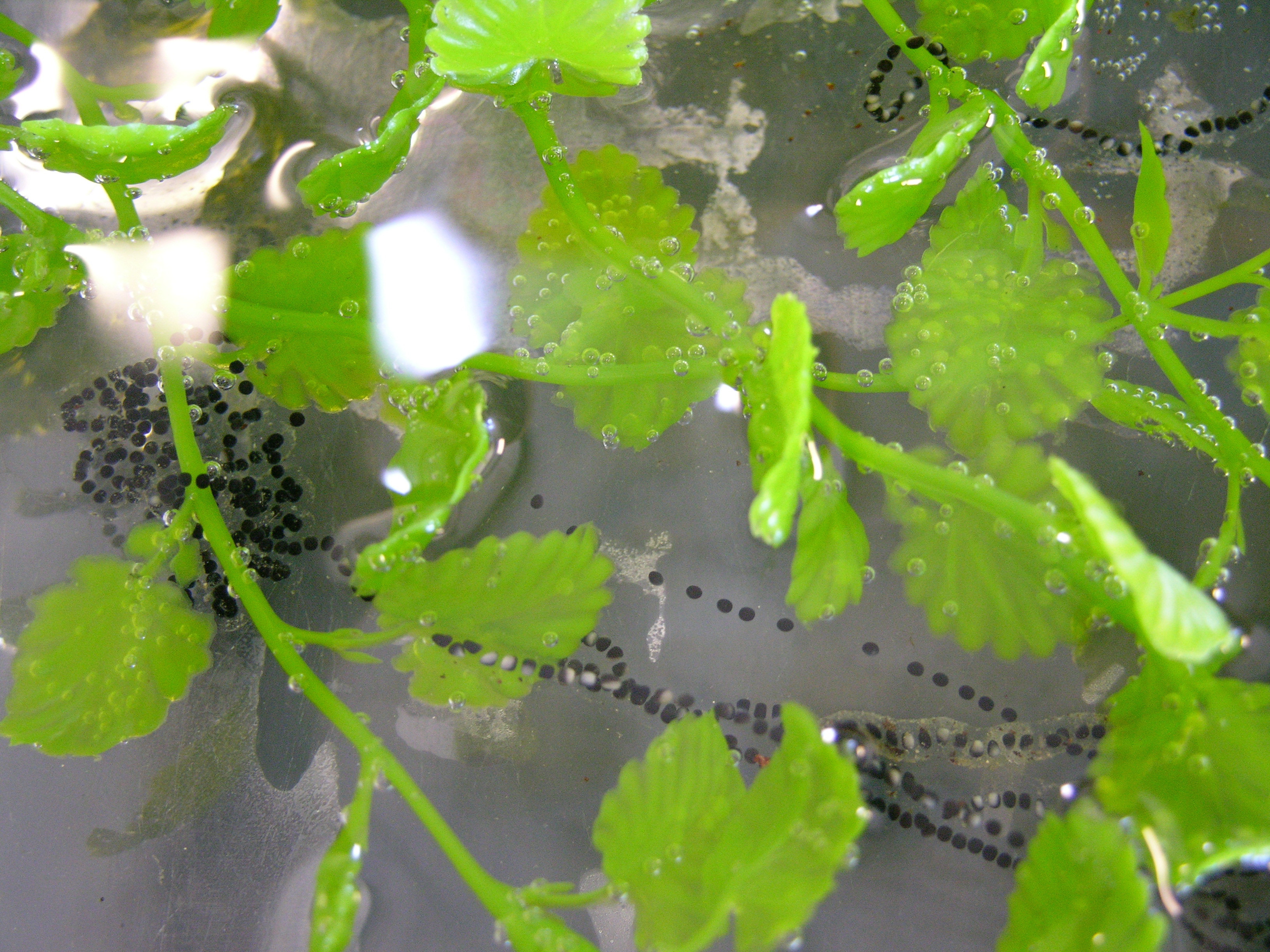
Uova

I rospi del Wyoming escono dal letargo nei primi giorni di maggio al fine di raggiungere la costa a nord per accoppiarsi. successivamente ritornano alla spiaggia di provenienza verso la fine di settembre e i primi di ottobre per il letargo. Gli esemplari più giovani entrano in letargo circa un mese più tardi rispetto a quelli più anziani per poter accumulare più energie per il letargo e approfittare della ridotta competizione.
I richiami di accoppiamento del rospo del Wyoming hanno una frequenza bassa con un ritmo di pulsazione abbastanza lento, ma che permette una durata maggiore rispetto alle altre specie di rospo.
I rospi del Wyoming giungono all'età matura prima, gli individui maschi dopo solo due anni e quelli femmina dopo 3 anni, rispetto alle altre specie di rospi che popolano il Wyoming.
Le malattie hanno giocato un ruolo determinante nel determinare il rapido declino della specie. Infezioni batteriche ("red leg"), infezioni fungine (chytrid fungus) e diverse sindromi sono problemi largamente osservati in passato. Il chytrid fungus ha avuto un ruolo determinante nel declino del rospo boreale nelle Montagne rocciose e si ritiene abbia influito anche sul declino del rospo del Wyoming.
The Wyoming toad mainly eats crickets and meal worms for their diet which is found on the lake they live near.
Riproduzione
Al momento della pubblicazione di questo articolo si ritiene che vi siano circa 100 rospi del Wyoming ancora viventi in natura, come mostrato dal gruppo di ricognizione formato dall' U.S. Fish and Wildlife Service del Saratoga National Fish Hatchery nel 1998 (Browne, 2). L'obiettivo di questo gruppo di ricognizione era quello di allevare esemplari in cattività per poi reintrodurre i girini in natura. "Al momento il programma di riproduzione in cattività è limitato dal basso tasso riproduttivo relativo ai bassi tassi di ovulazione, basso numero di uova e scarsi tassi di fecondazione...per cui il programma beneficerebbe notevolmente delle tecnologie riproduttive" (Browne, 2). Gli esemplari femmina di rospo vennero aiutate con l'immissione di un ormone (LHRHa) che induce la deposizione delle uova nei pesci, mentre i maschi furono trattati con hCG.

## Conservazione

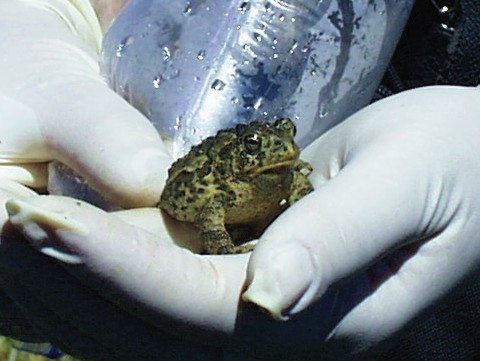
Rospo del Wyoming esaminato da un ispettore dell'USFWS

Il rospo del Wyoming, specie comune prim a del suo improvviso declino negli anni '70, fu ufficialmente inserito nella lista delle specie minacciate come "in pericolo" nel gennaio del 1984. Il loro unico habitat conosciuto si trova presso Laramie Basin, che dista circa 48 km a sud-est della città di Laramie nella Contea di Albany, Wyoming. Il rospo del Wyoming veniva spesso avvistato lungo le rive del Mortenson Lake, a sud-est di Laramie. Questo lago alpino situato a 2212 m sul livello del mare, ha mantenuto a lungo una popolazione sana e riproduttiva di rospo del Wyoming. Ad ogni modo recenti studi hanno mostrato che i rospi sono diventati meno procreativi, possibilmente a causa di un batterio scoperto nel 1990.
Il gruppo di ricognizione per il rospo del Wyoming, formato nel 1987, venne costituito per aiutare la nascita di un piano strutturato per la ricognizione e ricerca della specie. Il gruppo si concentrò primariamente nel monitorare a proteggere la popolazione di Laramie e nel ricercare ulteriori habitat e popolazioni. Essi inoltre continuarono gli sforzi per mantenere un habitat sano per la popolazione esistente di rospo del Wyoming e costituire una popolazione in cattività. Questa popolazione in cattività consentirà i ricercatori di comprendere la storia della specie e le necessità di habitat. Il Game and Fish Department del Wyoming ha inoltre implementato le misure per proteggere la popolazione attuale di rospo del Wyoming tra i locali possessori dei terreni in cui questa specie risiede. Altri piani, che includono un controllo della proliferazione di zanzare, hanno aiutato a salvaguardare l'habitat esistente dai potenziali effetti di pesticidi e agenti chimici. La Sybille Wildlife Research Unit ha sviluppato un programma di allevamento in cattività all'interno del Wyoming Game and Fish Department. Nel giugno del 1991 16 rospi erano presenti in cattività. Il USFWS conta di poter introdurre cinque nuove popolazioni, ciascuna composta da 100 individui, per un costo di circa 1,6 milioni di dollari (circa 3200$ per rospo).
Il programma di riproduzione in cattività del rospo del Wyoming, iniziato dal Sybille Wildlife Research Service nel 1989, venne implementato nel 1993 utilizzando 12 individui catturati in natura (ora ritenuti essere stati gli ultimi rappresentanti della popolazione selvatica di rospo del Wyoming). Gli sforzi del programma sembrarono essere molto promettenti, determinando la deposizione di quattro diverse masse di uova ritrovati nel sito di rilascio presso il Mortenson Lake. I rospi rilasciati nel sito continuano a riprodursi. Nel 1998 i richiami di accoppiamento del rospo del Wyoming erano di nuovo udibili in natura dal 1993.
Nel 1997 il Saratoga National Fish Hatchery divenne la prima struttura federale a partecipare all'allevamento di specie anfibie minacciate. Tra il 1993 e il 2003, i due centri di allevamento di rospo del Wyoming produssero girini e giovani esemplari che furono tutti immessi nei siti di Mortenson Lake, Lake George (localizzato nel vicino Hutton Lake National Wildlife Refuge) ed un sito privato di rilascio. Il tipico metodo di allevamento in cattività utilizzato consiste di sei maschi e quattro femmine, tenuti in un acquario da 45 galloni. Dentro l'acquario vi è un tappeto di spugna di sughero per crogoilarsi, un vassoio di acqua e una varietà di alimenti che comprende diversi tipi di vermi e grilli. L'induzione ormonale alla riproduzione fu usata con successo per incrementare la produzione di uova per individuo ed aumentare il tasso di sopravvivenza di uova fecondate.
Recenti ricognizioni condotte a Crescent Lake, in Wyoming nel 2011 che si ritrovano alcune zone riproduttive in natura.
La futura sopravvivenza del rospo del Wyoming dipende prevalentemente dall'eradicazione del chytrid fungus (Batrachochytrium dendrobatidis), che rappresenta probabilmente il più grande pericolo per la sopravvivenza della specie. Una ricerca effettuata presso Porter Lake nel 2010 ha mostrato che l'infezione da chytrid fungus era attorno al 41% della popolazione, mentre del 100% nel 2011. Gli esemplari possono sopravvivere più a lungo all'infezione tenendosi sempre ben idratati con continui bagni, ma la morte come causa ultima è inevitabile.

### Altre cause implicate nel declino della popolazione
- Normali malattie: i rospi del Wyoming hanno una durata della vita corta rispetto ad altre specie, ed inoltre essi sono molto vulnerabili ad infezioni e malattie. L'habitat riproduttivo presenta diversi agenti infettivi come funghi e batteri (come il Aeromas hydrophila). La principale causa di morte nella maggioranza degli esemplari selvatici osservati è il fungo Basidiobolus ranarum (Taylor et al. 1999).
- Malatione: L'habitat del rospo del Wyoming fu in passato irrorato con Malatione per controllare la popolazione di zanzare. la combinazione di malatione e infezioni batteriche potrebbero aver causato l'aumento del tasso di mortalità (Taylor et al. 1999).
- Aumento dell'irrigazione e carenza di acqua: L'aumento dell'irrigazione ha ridotto l'estensione e la qualità delle pianure alluvionali habitat del rospo del Wyoming (G. Baxter, 1980). Nuovi habitat umidi sono stati costruiti attraverso irrigazione e costruzione di riserve ad hoc.
- Predazione naturale: Il rospo del Wyoming viene predato da numerosi uccelli e mammiferi in tutti gli stadi: Taylor et al. (1999) hanno dimostrato che in Colorado le salamandre si nutrono di uova di rospo boreale.
- Clima: Il cambiamento delle condizioni climatiche e dei livelli di acqua può determinare la morte dei girini. Per esempio: durante l'autunno del 1988 450 rospi giovani furono osservati presso Mortenson Lake. Lo stesso inverno, la Basin fu soggetta a temperature estremamente fredde (Jennings et al. 2001). Nessun animale di un anno venne trovato nella primavera del 1989, rivelando come le temperature rigide avessero determinato una riduzione del tasso di sopravvivenza degli esemplari più giovani.